# John Yu Shuinling
John Yu Shuinling (traditionell kinesiska: 裕勛齡; förenklad kinesiska: 裕勋龄; pinyin: Yù Xūnlíng; Wade–Giles: Yü Hsün-ling), ofta kallad John Shuinling, var en kinesisk fotograf, och Änkekejsarinnan Cixis hovfotograf under slutet av Qingdynastin. Han var den enda fotograf som änkekejsarinnan tillät fotografera henne. Han hade tre syskon, Charles Yu Hsingling(en), Lizzie Yu Der Ling och Nellie Yu Roung Ling(en).
Från år 1903 till 1905 tog John Shuinling stora mängder foton av Änkekejsarinnan Cixi med en kamera från Europa. Flera av fotona gav änkekejsarinnan som gåvor till utländska stadsöverhuvuden. John Shuinlings originalfoton finns i Freer Gallery of Art i Washington, D.C. i USA, och retuscherade kopior där änkekejsarinnan ser betydligt yngre ut finns i Förbjudna staden i Peking.

## Urval av John Shuinlings fotografier

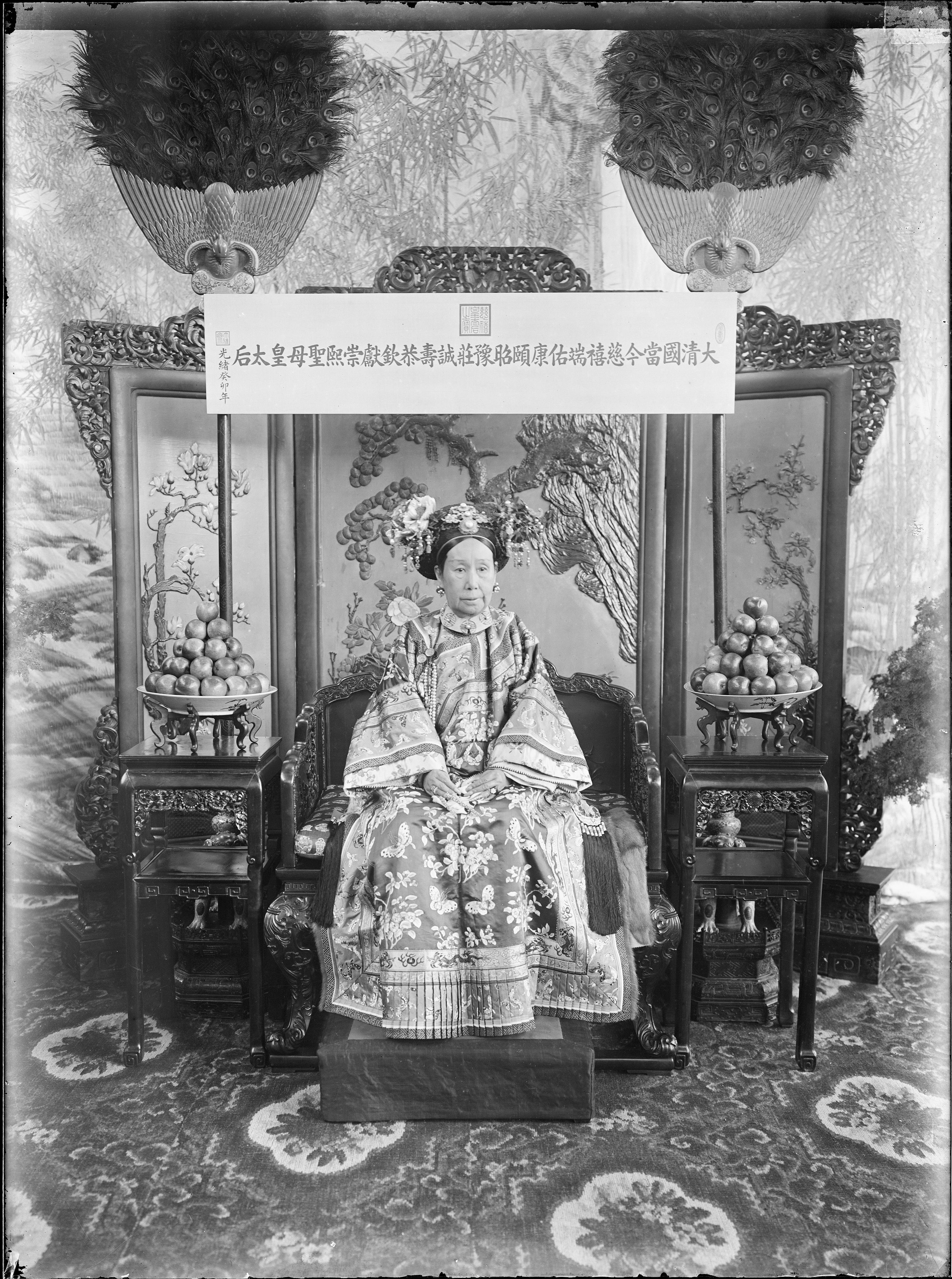
Änkekejsarinnan Cixi
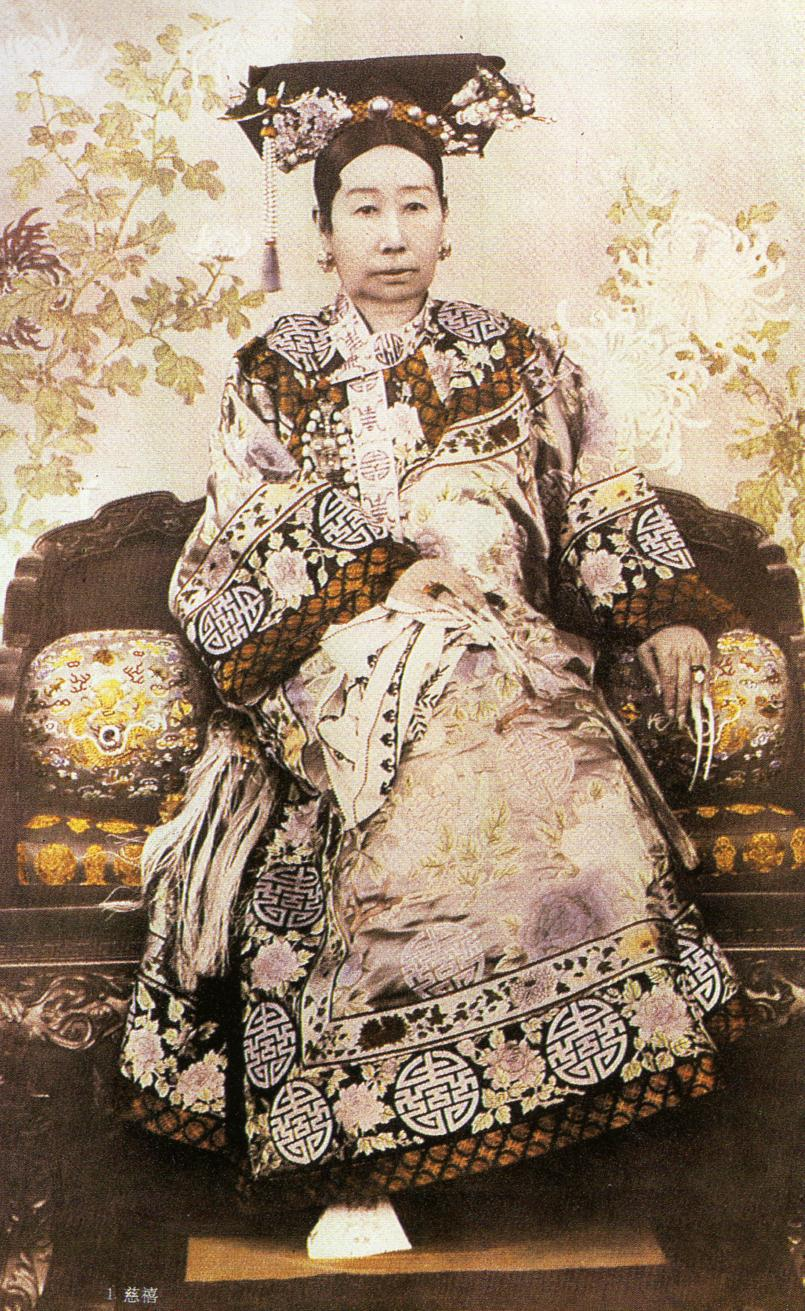
Änkekejsarinnan Cixi
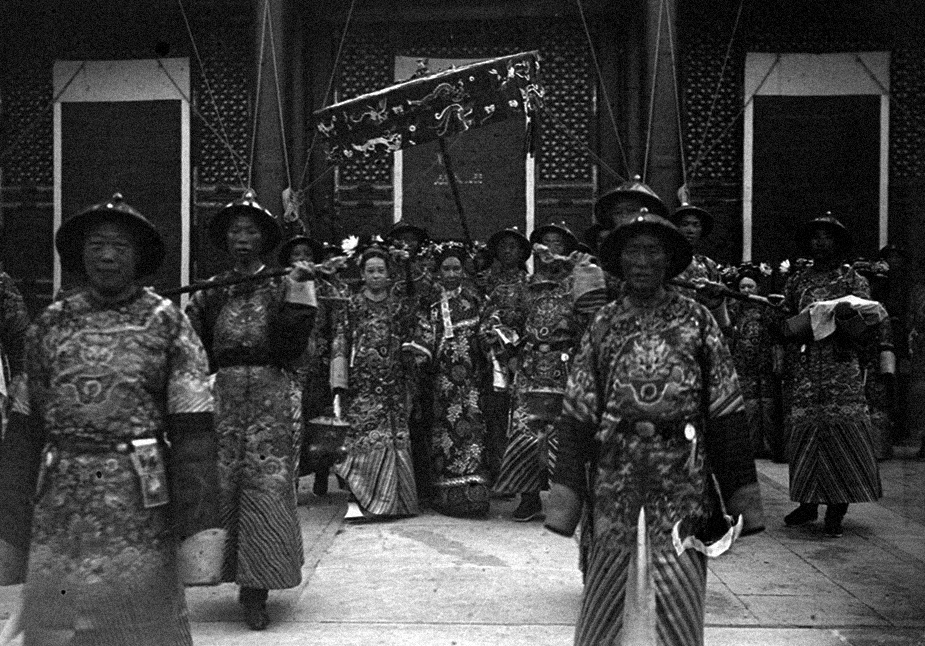
Änkekejsarinnan Cixi med följe.
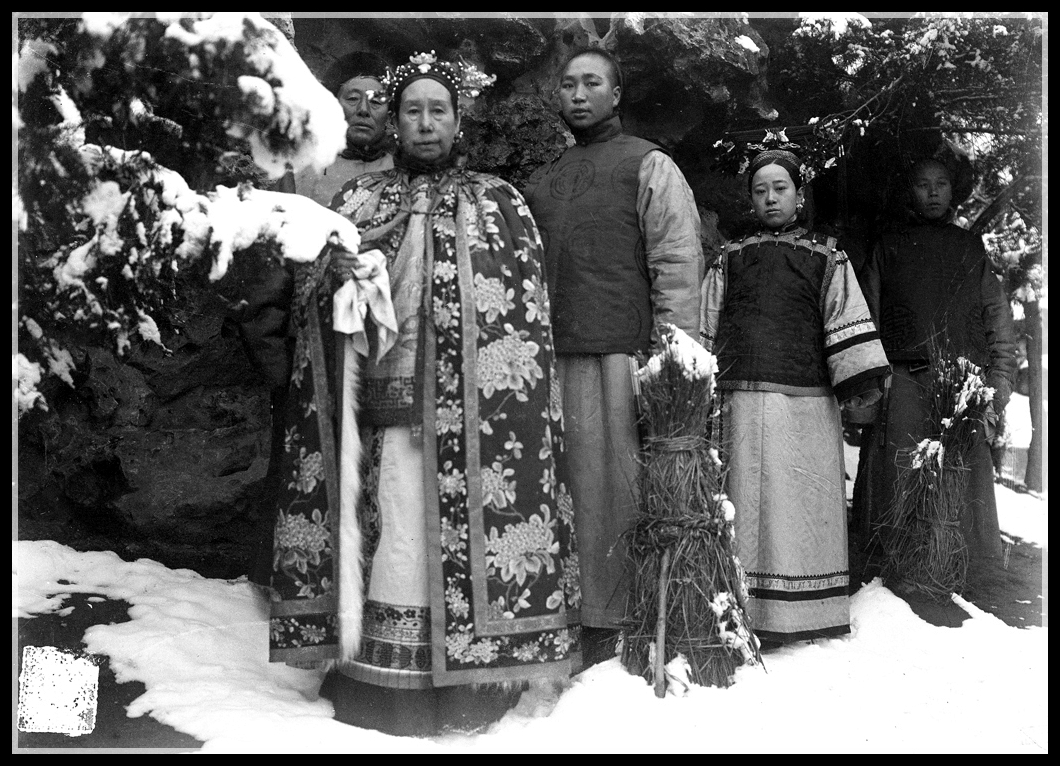
Änkekejsarinnan Cixi med följe.